# زاغ‌ده
زاغ‌ده، روستایی از توابع بخش مرکزی شهرستان آمل در استان مازندران ایران است.اسم زاغه ده از زاغه نظامی که در این روستا وجود داشته گرفته شده است بعلت قدمت زیاد رودبار روستای کناری زاغده گمان میرود که این روستا زاغه این منطقه از آمل بوده باشد

## جمعیت
این روستا در دهستان هرازپی جنوبی قرار داشته و براساس آخرین سرشماری مرکز آمار ایران که در سال ۱۳۸۵ صورت گرفته، جمعیت آن ۳۵۳ نفر (۹۳خانوار) بوده‌است.